# رائف إسماعيل باشا
رائف إسماعيل باشا سياسي عثماني شغل منصب والي مصر منذ 1779 حتى 1779.